# Lyø Kirke
Lyø Kirke er en kirke på øen Lyø i Det Sydfynske Øhav. Den er en sengotisk langhusbygning med et lavt tårn mod vest, alt af rå kampesten. Kirken formodes at have afløst en kirke opført i bindingsværk.
Der er foretaget flere forandringer af kirken gennem tiden: i 1640erne blev tårnet nedskåret, og kamtakgavle opsattes. Senere blev det flade bjælkeloft erstattet af et gipset loft.
Omkring kirken ligger en ejendommelig, næsten cirkelrund kirkegård omkranset af et stendige.
Af kirkens inventar kan nævnes en malmlysekrone der er givet 1753 af sognepræst Niels Arctander Holm og hustru Maren f. Prydal. Et sted er nævnt at præsten selv støbte lysekronen.
I kirken hænger et epitafium over Søffren Jensøn, hans kone og børn. Søffren Jensøn var sognepræst i tidsrummet 1632 – 1675 og døde 1680.

## Eksterne kilder og henvisninger
- Wikimedia Commons har flere filer relateret til Lyø Kirke
- Trap, J.P.: Danmark, Svendborg Amt, Bind V,2, femte udgave 1957.
- Friis, Achton: De danskes Øer, flere udgaver, bl.a 1981
- Benzon, Gorm: Vore gamle kirker og klostre.
- Lyø Kirke hos KortTilKirken.dk